# Johannes Heinrich Emminghaus
Johannes Heinrich Emminghaus (Bochum, 1º marzo 1916 – Klosterneuburg, 2 settembre 1989) è stato un teologo tedesco di fede cattolica.

## Biografia
Dopo aver conseguito il dottorato in teologia all'Università di Münster il 28 luglio 1955 con una dissertazione intitolata Baptisterien in Syrien und Palästina. Katalog und archäologische Interpretation ("Battisteri in Siria e Palestina. Catalogo e interpretazione archeologica"), Johannes Heinrich Emminghaus insegnò dal 1967 al 1984 come professore ordinario di scienze liturgiche e teologia sacramentale presso la Facoltà di Teologia Cattolica dell'Università di Vienna, di cui fu nominato decano nel 1969/1970.
Il liturgista Rudolf Pacik fu uno dei suoi dottorandi.

## Scritti (selezione)
- Kleine Blindenpastoral. Freiburg im Breisgau 1962, OCLC 717091325.
- Gestaltung des Altarraumes. Salzburg 1989, OCLC 180676807.
- Die Messe. Wesen – Gestalt – Vollzug. Klosterneuburg 1992, ISBN 3-85396-083-9.
- Die westfälischen Hungertücher aus nachmittelalterlicher Zeit und ihre liturgische Herkunft. Görlitz 2004, ISBN 3-932693-85-X.